# Leopold von Werner (* 1804)
Leopold von Werner (* 14. Dezember 1804 in Darmstadt; † 2. Februar 1891 in Bensheim) war kurhessischer Kammerherr und Oberst-Zeremonienmeister.

## Leben
Leopold von Werner wurde als Sohn des Generalleutnants Ludwig von Werner (1754–1808) und dessen Ehefrau Marianne Überbruck von Rodenstein (1772–1849) geboren.
Am 23. Oktober 1832 heiratete er in Darmstadt Caroline von Fabrice (1809–1892, Stieftochter des Staatsministers Karl du Thil). Aus der Ehe ist der Sohn Karl (1833–1898, Zeremonienmeister) hervorgegangen. Er war der Vater des Landrats Leopold von Werner.
Am 3. März 1833 wurde er zum Kammerherrn des Kurfürsten Friedrich Wilhelm I. ernannt und war die „rechte Hand“ des Landesherrn. Nach dem Hofmarschall war er der zweithöchste Beamte im Kurfürstentum. Zu seinen Aufgaben gehörten z. B. die Vorbereitung und Organisation von Privataudienzen des Landesherrn sowie die Erledigung von Sekretärsdiensten.
1842 wurde er Mitglied des Obermarschallamtes. 1859 aus diesem Amt entbunden, wurde er zunächst zum Vize-Oberst-Zeremonienmeister ernannt und war vom 25. August 1862 an Oberst-Zeremonienmeister. In dieser Funktion oblag ihm die organisatorische Vorbereitung der am Hofe stattfindenden Zeremonien.
So sorgte er für reibungslose Abläufe bei Vermählungen, Begräbnissen, Huldigungen oder Audienzen.

## Orden und Auszeichnungen
- 1843 Ritter I. Klasse des Großherzoglich Hessischen  Ludwigsordens
- 1852 russischer Sankt-Stanislaus-Orden[1]
- 1858 Komtur II. Klasse des Verdienstordens Philipps des Großmütigen
- 1864 Großkreuz des Mecklenburg-Schweriner Ordens der Wendischen Krone
- 1864 Kommandeur II. Klasse des Großherzoglich Hessischen Ludwigsordens
- 1864 russischer Sankt-Stanislaus-Orden I. Klasse
- 1871 russischer St. Annenorden I. Klasse
- 1873 Großkreuz des Verdienstordens Philipps des Großmütigen
- 1873 russischer St. Annenorden I. Klasse mit Krone
- 1877 Preußischer Kronenorden I. Klasse
- 1878 Großkreuz des Großherzoglich Hessischen  Ludwigsordens